# Microthelphusa
Genre
Microthelphusa est un genre de crabes d'eau douce de la famille des Pseudothelphusidae.

## Systématique
Le genre Microthelphusa a été créé en 1968 par le paléontologue et zoologiste autrichien Gerhard Pretzmann (d) (1929-2013).

## Liste d'espèces
Selon World Register of Marine Species (3 novembre 2021) :
- Microthelphusa aracamuniensis Suárez, 2015
- Microthelphusa barinensis Rodríguez, 1980
- Microthelphusa bolivari Rodríguez, 1980
- Microthelphusa forcarti (Pretzmann, 1967)
- Microthelphusa furcifer Pedraza & Tavares, 2014
- Microthelphusa ginesi Rodríguez & Esteves, 1972
- Microthelphusa guaiquinimaensis Suárez, 2015
- Microthelphusa lipkei C. Magalhães, 2010
- Microthelphusa maigualidaensis Suárez, 2015
- Microthelphusa marahuacaensis Suárez, 2015
- Microthelphusa meansi Cumberlidge, 2007
- Microthelphusa odaelkae (Bott, 1970)
- Microthelphusa racenisi (Rodríguez, 1966)
- Microthelphusa rodriguezi (Pretzmann, 1968)
- Microthelphusa roraimaensis Suárez, 2015
- Microthelphusa somanni (Bott, 1967)
- Microthelphusa sucreensis Rodríguez & M.R. Campos, 2000
- Microthelphusa turumikiri Rodríguez, 1980
- Microthelphusa viloriai Suárez, 2006
- Microthelphusa wymanni (Rathbun, 1905)